# Eitan AFV
Eitan (en hebreo: "firme", "firme" o "fuerte") es un vehículo blindado de combate (AFV) desarrollado por la Dirección Merkava y Vehículos Blindados del IMOD para reemplazar el antiguo vehículo blindado de transporte de personal M113 utilizado por las Fuerzas de Defensa de Israel. Su variante APC está ausente en el Iron Fist APS, debido a que aún no son vehículos Eitan de producción en serie. La variante IFV aún no está en servicio.

## Descripción general

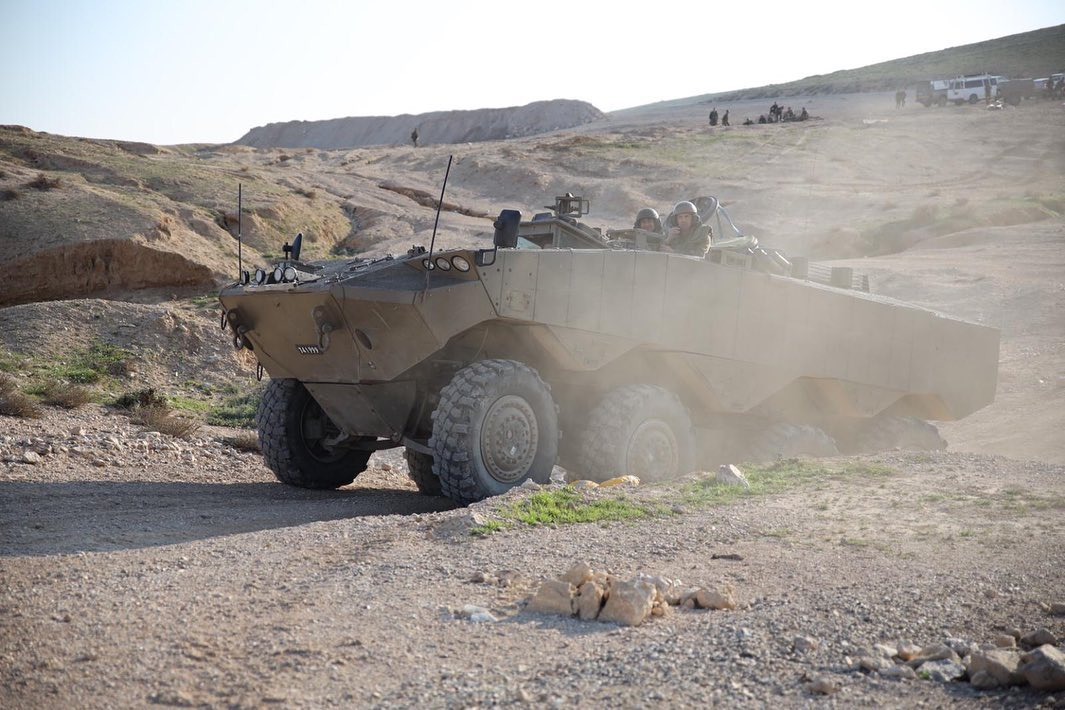
Un vehículo Eitan en la Brigada Nahal, en el año 2020.

El Eitan es un vehículo de 8 ruedas mucho más ligero que el Namera, con un peso inferior a 35 toneladas, equipado con el sistema de protección activa Iron Fist APS. El AFV tiene una velocidad máxima de 90 km/h y puede transportar hasta 12 hombres, incluidos 3 tripulantes. El Eitan puede equiparse con un cañón de 30 a 40 mm y una posición de disparo de misiles con 2 misiles Spike. La armadura está clasificada según el estándar STANAG 4569 nivel 4.
El Eitan reemplazará a cientos de vehículos de transporte blindado de personal M113 actualmente en servicio. Según el general de brigada Baruch Matzliah, el vehículo complementará, no reemplazará, el APC con orugas Namer; como vehículo de ruedas, costará la mitad que el Namer (3 millones de $) y, a diferencia de los vehículos de orugas, puede transportar escuadrones de infantería en carreteras sin depender de transportadores de tanques.
El Eitan tiene la capacidad de utilizar neumáticos antipinchazo y está diseñado con una armadura compuesta NERA y un piso alto para protegerlo de los efectos de las minas terrestres y las explosiones de artefactos explosivos improvisados. El primer Eitan AFV se presentó el 1 de agosto de 2016.
La producción en serie comenzó en 2022 y la Brigada Nahal se convirtió en la primera unidad de infantería israelí en recibir el Eitan en mayo de 2023. La brigada utilizó por primera vez el Eitan durante la Batalla de Zikim el 7 de octubre de 2023, y hay planes para utilizar el vehículo durante una futura invasión de la Franja de Gaza.